# Kazimierz Kwiatkowski
Kazimierz Kwiatkowski (né le 2 juillet 1944 à Pachole, en Pologne, et mort le 19 mars 1997 à Hué, au Vietnam) était un architecte et défenseur de l'environnement polonais. Il est connu pour ses efforts visant à préserver les sites historiques et archéologiques du Vietnam tels que la ville impériale de Huế, Hội An et Mỹ Sơn, qui figurent actuellement sur la liste du patrimoine mondial de l'UNESCO,,.

## Biographie
Kazimierz Kwiatkowski est né en 1944 dans la ville de Pachole, dans la voïvodie de Lublin. Son père a été persécuté en raison de son opposition au gouvernement communiste polonais et Kwiatkowski grandit sans son père jusqu'à l'âge de 9 ans, date à laquelle son père a été amnistié en 1953, à la suite de la mort de Joseph Staline.
Kwiatkowski avait un talent pour le dessin depuis son enfance. À l'âge de 15 ans, il entre au pensionnat de Zamość et obtient son diplôme en 1963. Après avoir obtenu son diplôme d'études secondaires, il s'inscrit simultanément dans deux universités : l'Académie des Arts de Cracovie et l'Université Polytechnique de Cracovie. Son admission a été confirmée à l'avance par l'Université Polytechnique de Cracovie. Pouvoir étudier dans cette faculté était un événement extrêmement rare pour quelqu'un issu d'une famille paysanne comme lui, c'est pourquoi il a décidé d'étudier l'architecture à l'Université polytechnique de Cracovie.
Il obtient une maîtrise en ingénierie architecturale en 1969.
En septembre 1969, Kwiatkowski travaille comme assistant au Bureau de l'urbanisme du Comité provincial de Lublin. De mars 1972 à octobre 1974, il travaille comme designer au Bureau de restauration des monuments à Lublin. Pendant cette période, il a réussi l'examen national et a reçu une licence pour exercer la construction et le design.
De mi-novembre 1974 à fin novembre 1979, il travaille au bureau de recherche et de conception en construction générale « Miastoprojekt ». En tant que chef de l’équipe de conception, il est chargé de l’aménagement du territoire ainsi que de l’urbanisme. Son premier travail lié à la protection des monuments a consisté à enquêter sur les œuvres ethniques construites dans la région, dans le but de servir à la construction du musée en plein air du village de Lublin. En décembre 1979, il retourne travailler au Bureau de restauration des monuments (PP PKZ).

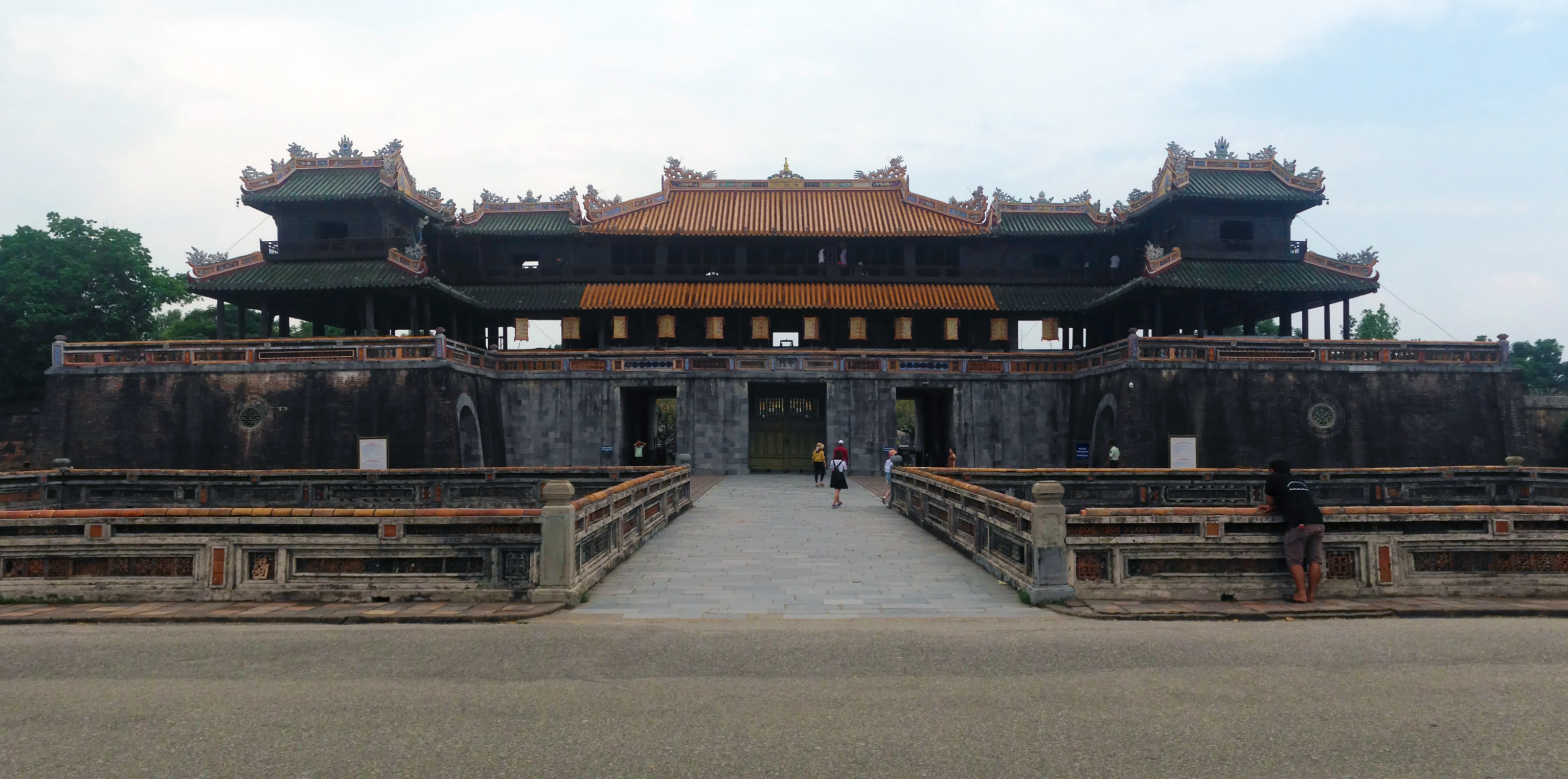
La ville impériale de Hué.

En 1981, Kwiatkowski est chargé de diriger la mission de restauration des monuments en République socialiste du Vietnam. Les monuments du Vietnam à cette époque, après 40 ans de guerre, étaient gravement endommagés, c'est pourquoi les autorités vietnamiennes ont appelé à l'aide internationale pour sauver les monuments. La Mission polono-vietnamienne de restauration des monuments est le premier projet de ce type entrepris par le Bureau de restauration des monuments en Asie. Il s'agissait d'un défi important pouret Kazimierz Kwiatkowski était le seul expert apte à s'en charger,.

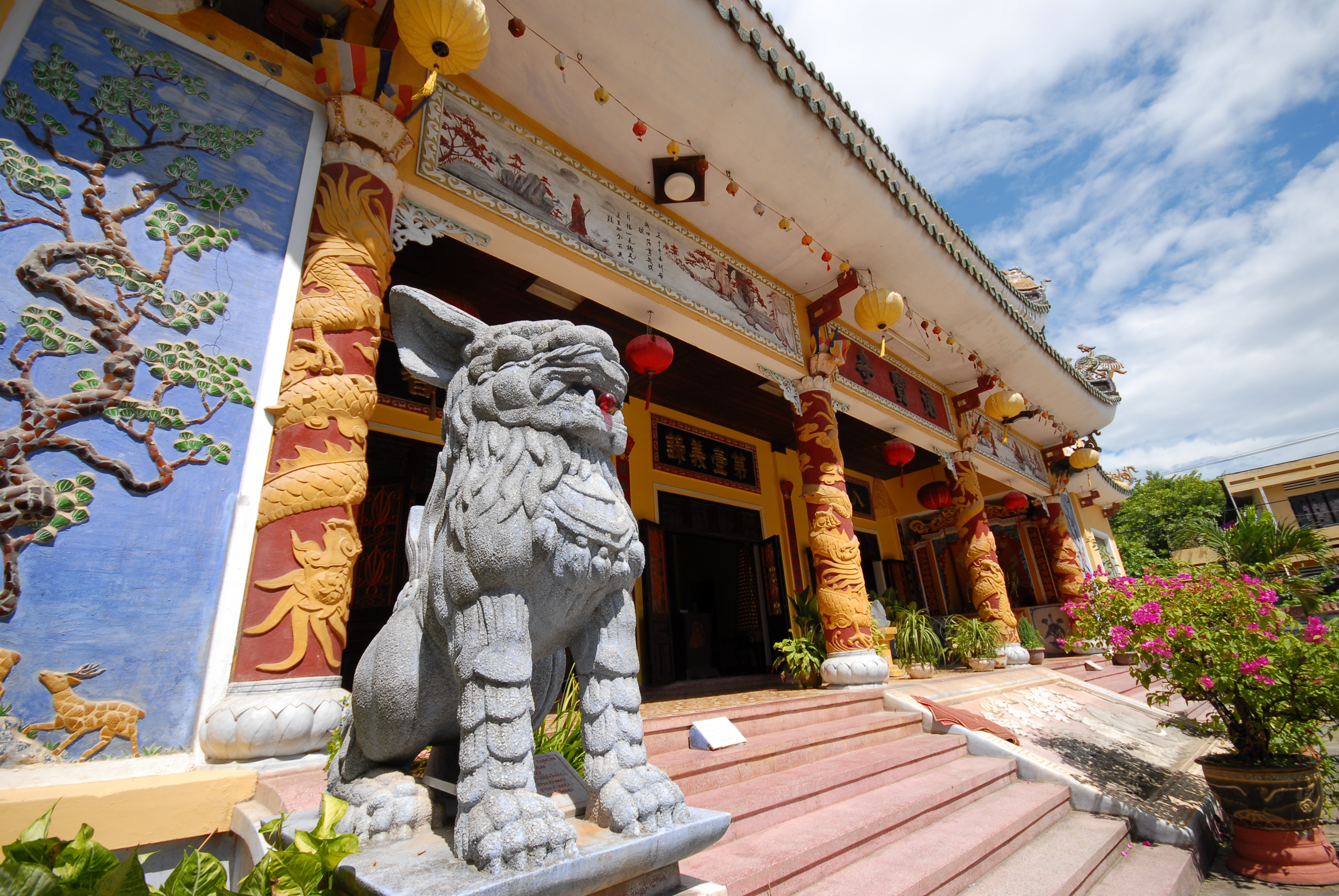
La vieille ville de Hội An.

Dans les années 1980, il se porte volontaire pour se rendre au Vietnam afin d'étudier les vestiges archéologiques de Mỹ Sơn. En 1981, Kwiatkowski commence à travailler à Hội An et réalise immédiatement le potentiel de cette ville. Avec des experts vietnamiens, il a étudié et préparé un programme visant à restaurer les œuvres médiévales de la culture Cham dans le centre du Vietnam.
Kwiatkowski s'efforce de faire pression sur le gouvernement local afin qu'il prenne des mesures pour préserver et restaurer l'ancienne ville de Hội An et en même temps présenter les caractéristiques distinctives de Hội An au monde. En 1991, ne recevant plus de financements du gouvernement polonais, Kwiatkowski demande lui-même la création de fonds pour ses activités archéologiques à Mỹ Sơn. Grâce au soutien financier que Kwiatkowski a obtenu de l'Association des Amis de la Culture Cham de Stuttgart, le Musée de la Sculpture Cham a ouvert ses portes le 26 mars 1994 à Da Nang. Kwiatkowski a également dirigé une équipe d'experts pour reconstruire les tunnels de Củ Chi,.

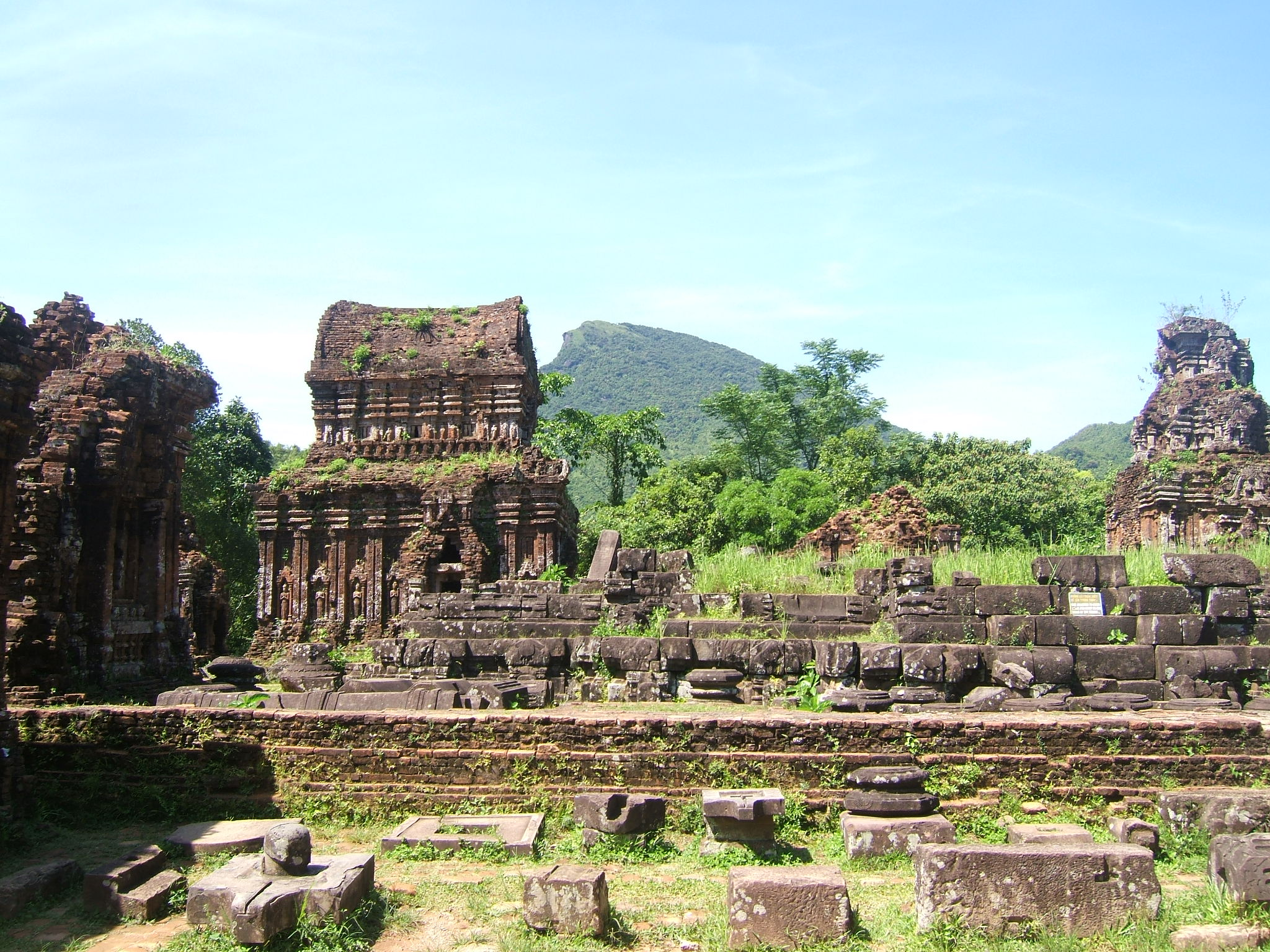
Temples Cham à Mỹ Sơn.

Début 1995, Kwiatkowski et son équipe commencent des travaux liés à la réévaluation du complexe temple-palais sur le territoire de la ville impériale de Hué. En 1997, il devient responsable de l'exécution du contrat de réévaluation du palais sous la responsabilité de l'Autorité de gestion des bâtiments de Hué.
Au Vietnam depuis 17 ans, Kwiatkowski décède le 19 mars 1997 dans un hôtel de Hué des suites d'une crise cardiaque alors qu'il participait toujours activement à la restauration de la cité impériale. Ses restes ont ensuite été transférés en Pologne.
En 2007, le conseil municipal de Hội An fait ériger un monument à Kwiatkowski pour commémorer ses mérites. Le monument est situé dans la rue Trần Phú de Hội An. En 2009, une autre statue commémorant Kwiatkowski a également commencé sa construction à Mỹ Sơn. En 1999, un recueil d'articles sur lui a été publié au Vietnam sous le titre Kazik, ký ức bạn bè (« Kazik, Souvenirs d'amis »). En 2017, à l'occasion du 20e anniversaire de sa mort, l'Association d'amitié Vietnam-Pologne et l'ambassade de Pologne à Hanoï ont organisé un événement pour commémorer Kwiatkowski,.

## Récompenses
|  | Croix d'or du mérite (1988)      |
|  | Croix de bronze du mérite (1978) |

Il a également reçu de nombreuses décorations de la part de l'Office de Restauration des Monuments.